# Hypaurotis
Hypaurotis is een geslacht van vlinders van de familie Lycaenidae.

## Soorten
- H. citima Edwards
- H. crysalus (Edwards, 1873)